# Гарагёл
Гарагёл (туркм. Garagöl) — село (с 1956 по 2022 г. — посёлок городского типа) в Балканском велаяте, Туркмения. Административно подчинён городу Хазар. Посёлок расположен в 140 км от железнодорожной станции Красноводск (на линии Ашхабад — Красноводск).
Статус посёлка городского типа с 1956 года. До 1993 года носил название Карагёль.

## Население
| 1959 | 1970 | 1979 | 1989 | 2012 |
| ---- | ---- | ---- | ---- | ---- |
| 1619 | 1078 | 1650 | 631  | 2064 |